# China Open 2005
Il China Open 2005 è stato un torneo di tennis giocato sul cemento. 
È stata la 7ª edizione del torneo maschile, che fa parte della categoria International Series 
nell'ambito dell'ATP Tour 2005, e la 9ª di quello femminile facente parte della categoria Tier II nell'ambito del WTA Tour 2005. 
Il torneo si è giocato al Beijing Tennis Center di Pechino, in Cina, dal 12 al 25 settembre 2005.

## Campioni

### Singolare maschile
Rafael Nadal ha battuto in finale  Guillermo Coria con il punteggio di 5–7, 6–1, 6–2

### Singolare femminile
Marija Kirilenko ha battuto in finale  Anna-Lena Grönefeld con il punteggio di 6–3, 6–4

### Doppio maschile
Justin Gimelstob /  Nathan Healey hanno battuto in finale  Dmitrij Tursunov /  Michail Južnyj con il punteggio di 4–6, 6–3, 6–2

### Doppio femminile
Nuria Llagostera Vives /  María Vento-Kabchi hanno battuto in finale  Yan Zi /  Zheng Jie con il punteggio di 6–2, 6–4